# Tractat d'El Pardo (1778)
El Tractat del Pardo va ser signat l'11 de març de 1778 entre la reina Maria I de Portugal i el rei Carles III d'Espanya. El tractat tenia com a finalitat resoldre disputes territorials de molt antic sorgides per la no observança dels termes del tractat de Tordesillas. En particular, la disputa sobre l'extrem sud de l'avanç portuguès a la regió de Misiones Orientales, l'actual Uruguai i parts de Paraguai havia portat a la Guerra Fantàstica (1761-1763) i a la guerra hispano-portuguesa de 1776-1777.
El principal problema era la penetració dels bandeirantes portuguesos a l'interior del continent sud-americà, en violació de la divisió imposada pel tractat de Tordesillas. El nou tractat reconeixia el principi de uti possidetis, que ja havia estat sent aplicat en anteriors tractats. Així, es va donar el reconeixement del domini portuguès sobre grans zones de l'actual Brasil, a pesar que Espanya s'havia mantingut fora d'Àfrica en observança de l'acordat en el tractat de Tordesillas.
En compensació, la reina Maria va acceptar cedir les illes d'Annobón i de Bioko a Espanya, així com la costa guineana entre el riu Níger i el riu Ogooué. L'illa de Bioko al golf de Guinea (anomenada Fernão do Pó durant el domini portuguès) va ser oficialment reanomenada i reconeguda com a Fernando Poo.
Els territoris a l'Àfrica guanyats pel tractat del Pardo es van convertir en la colònia de Guinea Espanyola. Les illes d'Annobón i Bioko havien estat relativament descuidades pels portuguesos, que es van centrar en São Tomé; amb l'abolició gradual del Comerç atlàntic d'esclaus a la primera meitat del segle xix, aquests van perdre gran part del seu valor a Espanya. El 1968, Guinea espanyola es va convertir en el país independent de Guinea Equatorial.